# Israel i olympiska sommarspelen 1976
Israel deltog i de olympiska sommarspelen 1976 med en trupp bestående av 28 deltagare. Ingen av landets deltagare erövrade någon medalj.

## Brottning
| Gren | Brottare   | Resultat | Ref |
| ---- | ---------- | -------- | --- |
|      | Rami Miron |          |     |

## Fotboll
Gruppspel
|           | Spelade | Vinster | Oavgjorda | Förluster | Gjorda mål | Insläppta mål | Poäng |
| --------- | ------- | ------- | --------- | --------- | ---------- | ------------- | ----- |
| Frankrike | 3       | 2       | 1         | 0         | 9          | 3             | 5     |
| Israel    | 3       | 0       | 3         | 0         | 3          | 3             | 3     |
| Guatemala | 3       | 0       | 2         | 1         | 2          | 5             | 2     |
| Mexiko    | 3       | 0       | 2         | 1         | 4          | 7             | 2     |

Slutspel
|  | Kvartsfinal               | Kvartsfinal            |                         |   | Semifinal               | Semifinal               |   |  | Final | Final |
|  |                           |                        |                         |   |                         |                         |   |  |       |       |
|  | 25 juli 1976 - Ottawa     |                        |                         |   |                         |                         |   |  |       |       |
|  |                           |                        |                         |   |                         |                         |   |  |       |       |
|  | Östtyskland               | 4                      |                         |   |                         |                         |   |  |       |       |
|  | Östtyskland               | 4                      | 27 juli 1976 - Montreal |   |                         |                         |   |  |       |       |
|  | Frankrike                 | 0                      |                         |   |                         |                         |   |  |       |       |
|  | Frankrike                 | 0                      | Östtyskland             | 2 |                         |                         |   |  |       |       |
|  | 25 juli 1976 - Sherbrooke |                        | Östtyskland             | 2 |                         |                         |   |  |       |       |
|  |                           | Sovjetunionen          | 1                       |   |                         |                         |   |  |       |       |
|  | Sovjetunionen             | Sovjetunionen          | 1                       | 2 |                         |                         |   |  |       |       |
|  | Sovjetunionen             |                        | 31 juli 1976 - Montreal | 2 |                         |                         |   |  |       |       |
|  | Iran                      | 1                      |                         |   |                         |                         |   |  |       |       |
|  | Iran                      | 1                      | Östtyskland             | 3 |                         |                         |   |  |       |       |
|  | 25 juli 1976 - Toronto    |                        | Östtyskland             | 3 |                         |                         |   |  |       |       |
|  |                           | Polen                  | 1                       |   |                         |                         |   |  |       |       |
|  | Brasilien                 | Polen                  | 1                       | 4 |                         |                         |   |  |       |       |
|  | Brasilien                 | 27 juli 1976 - Toronto |                         | 4 |                         |                         |   |  |       |       |
|  | Israel                    | 1                      |                         |   |                         |                         |   |  |       |       |
|  | Israel                    | 1                      | Polen                   | 2 | Bronsmatch              | Bronsmatch              |   |  |       |       |
|  | 25 juli 1976 - Montreal   |                        | Polen                   | 2 | Bronsmatch              | Bronsmatch              |   |  |       |       |
|  |                           | Brasilien              | 0                       |   | 29 juli 1976 - Montreal | 29 juli 1976 - Montreal |   |  |       |       |
|  | Polen                     | Brasilien              | 0                       | 5 | 29 juli 1976 - Montreal | 29 juli 1976 - Montreal |   |  |       |       |
|  | Polen                     |                        |                         |   |                         | Sovjetunionen           | 2 |  |       |       |
|  | Nordkorea                 | 0                      |                         |   |                         | Sovjetunionen           | 2 |  |       |       |
|  | Nordkorea                 | 0                      | Brasilien               | 0 |                         |                         |   |  |       |       |
|  |                           |                        | Brasilien               | 0 |                         |                         |   |  |       |       |

## Friidrott
| Gren               | Friidrottare           | Resultat | Ref |
| ------------------ | ---------------------- | -------- | --- |
| Damernas 100 meter | Esther Roth-Shahamorov |          |     |

## Fäktning
| Gren             | Fäktare    | Resultat | Ref |
| ---------------- | ---------- | -------- | --- |
| Damernas florett | Nili Drori |          |     |

## Gymnastik
| Gren | Gymnast  | Resultat | Ref |
| ---- | -------- | -------- | --- |
|      | Dov Lupi |          |     |

## Judo
| Gren | Judoka      | Resultat | Ref |
| ---- | ----------- | -------- | --- |
|      | Yona Melnik |          |     |

## Segling
| Gren | Deltagare                 | Resultat | Referens |
| ---- | ------------------------- | -------- | -------- |
|      | Yehuda Maayan & Yoel Sela |          |          |